# 1911年の航空
< 1911年
1910年の航空 - 1911年の航空 - 1912年の航空

## 航空に関する出来事

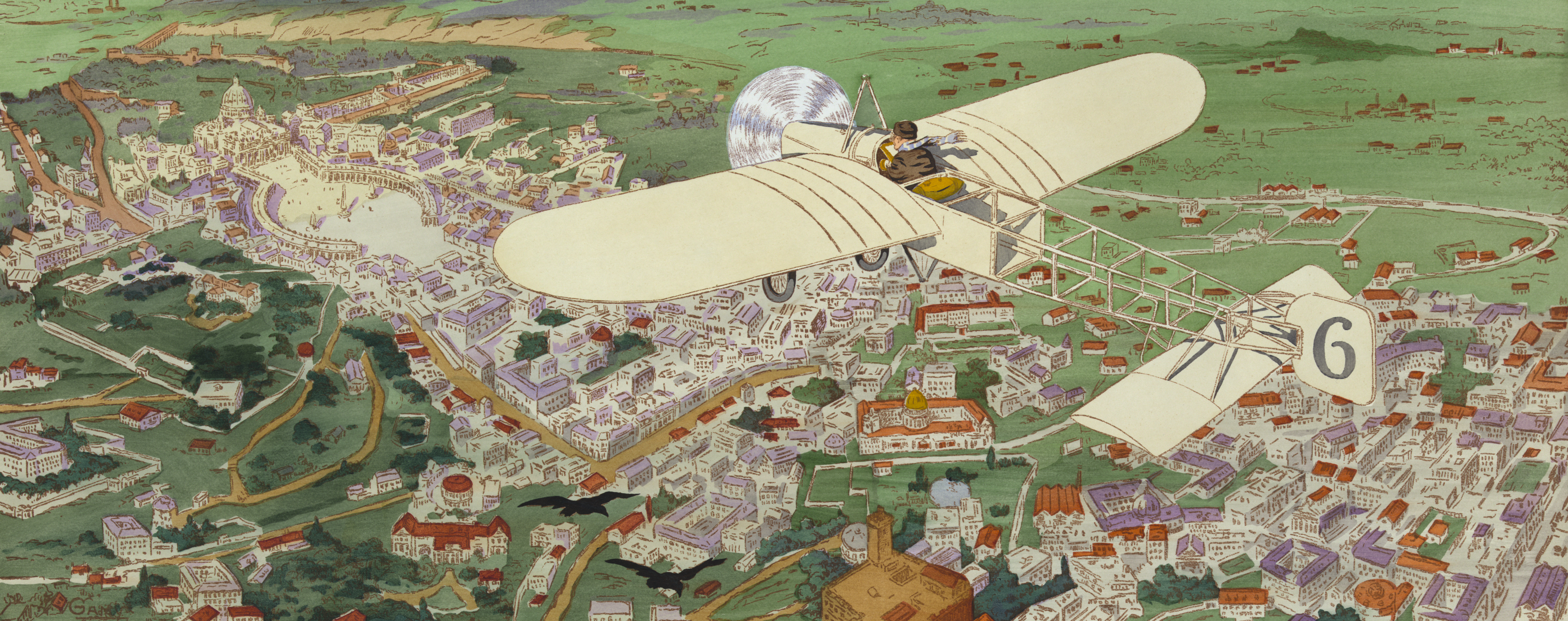
パリ-ローマ間レースのボーモンのブレリオ機の絵

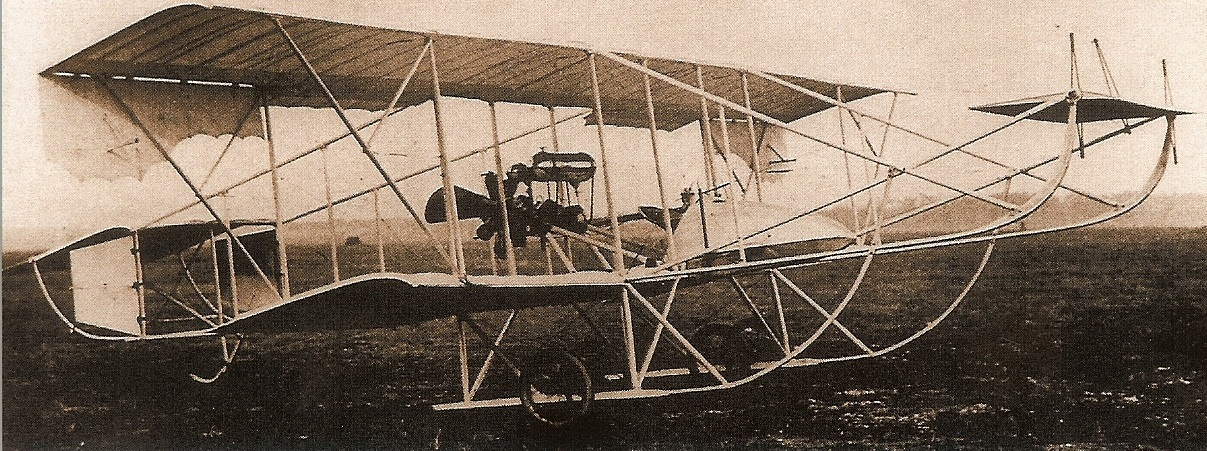
会式一号機

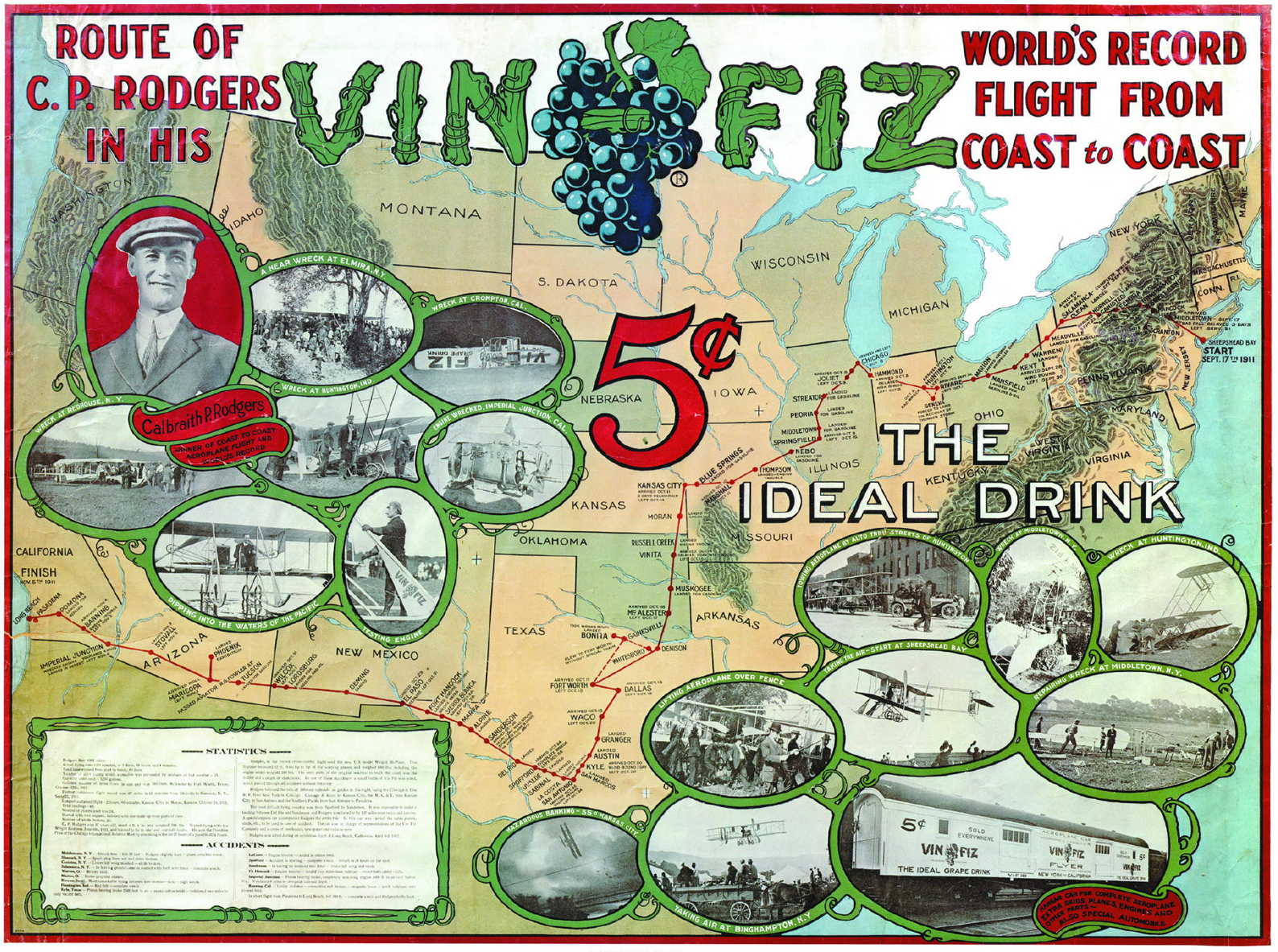
カルブレイス・ロジャースの大陸横断飛行成功を記念する1912年のポスター

- 1月4日 - 飛行研究のために、ヨーロッパに派遣中の日本海軍の相原四郎大尉が同乗していた飛行船が墜落し、相原大尉は負傷し、1月8日に死亡した。
- 1月27日または28日 - アメリカ海軍の軍人、セオドア・G・エリソンがカーチス飛行学校で行われた飛行家クラブのショーで「カーチス・グラスカッター」機を使い、海軍パイロットとしての初飛行を記録した。
- 2月1日 -、アメリカ合衆国のバージェス・カンパニーがライト兄弟と航空機の製造のライセンスを得て、航空機の製造を始めた。ライセンス契約は1914年1月に停止された。
- 2月3日 - フランスのパイロット、レオン・ルマルタンがブレリオXIIIに8人の乗客を乗せて飛行した。
- 2月18日 - フランスのパイロット、アンリ・ペケがインドで飛行機による航空郵便を運ぶ公式飛行を行った。
- 4月1日 - 所沢に日本初の飛行場完成。
- 4月12日 - Pierre Prierがロンドンからパリまでの間を無着陸で4時間以内で飛行した。
- 5月 - アルゼンチンに住むフランス人、ポール・カステイベール（Paul (Pablo) Castaibert）が自作の単葉機Castaibert II/911で飛行に成功した[1]。
- 5月 - ポーランド人のBronisław Głowińskiが自ら設計したグロウィンスキ単葉機で飛行した。
- 5月5日 - 奈良原三次が自らの製作した飛行機で約4m、距離約60mの飛行に成功した。
- 5月13日 - チェコのヤン・カシュパルがパルドビツェからプラハまでの121kmを92分間で飛行した。
- 5月21日〜26日 - 1,200kmの距離で争われるパリ-マドリード間のレースが行われたが、マドリードまで飛行できたのは7機中1機だけであった。ジュール・ヴェドリーヌがモラーヌ・ソルニエ Aで優勝した。（「1911年のパリ・マドリード間レース」）
- 5月28日〜31日 - アンドレ・ボーモンが、パリからローマへの飛行レースで、28時間5分で飛行し、ローラン・ギャロスに勝利した。
- 6月16日 - エドゥアール・ニューポールがニューポール IIで 133 km/hの速度記録を樹立した。
- 6月18日-ヨーロッパ一周レース（du Circuit Européen）が開かれアンドレ・ボーモンが1600kmのレースを58時間34分35秒で優勝した。このレースでフランスのパイロットレオン・ルマルタンが事故死した。
- 7月4日 - イギリスのホレーショ・バーバーが、航空機ヴァルキリーBで、ジェネラル・エレクトリックから有償で、電球の箱をShoreham からHoveまで運ぶ。
- 8月 - ハイン・テル・ポールテンがオランダの軍人では初めて飛行機操縦のライセンスを取得した。
- 8月1日 – アメリカ飛行クラブがハリエット・クインビーに女性としての初めてのパイロット・ライセンスを与えた。
- 8月10日 - ロシアのリディヤ・ズベレワがロシアで最初の女性パイロットとなった。
- 8月29日 – ヒルダ・ヒューレットがイギリス人女性として、最初のパイロット・ライセンスを取得した。
- 9月8日 - 山田猪三郎が製作した国産飛行船、山田式1号飛行船が自由飛行に成功した。
- 9月13日 - メリ・ベーゼがドイツで最初に飛行免許をとった女性となった。
- 9月15日 - フランスの航空のパイオニア、エドゥアール・ニューポールが、フランス陸軍のためのデモ飛行で着陸に失敗し死亡した。
- 9月30日 - アメリカ合衆国のクロムウェル・ディクソンが海抜1800mほどのローキー山脈のムラン峠を超え、大陸分水嶺を越える飛行に成功した。
- 10月 - フランスでレイモンド・ソルニエ（1881-1964年）と、レオン（1885-1918年）、ロベール（1886-1968年）のモラーヌ兄弟が航空機メーカー、モラーヌ・ソルニエを設立する。
- 10月 - 航空機が初めて戦争に使われる。ブレリオ単葉機がトリポリからAziziaへと、トルコ軍の位置を偵察するために飛行した。
- 10月13日 - 所沢飛行場で最初の国産軍用飛行機、会式一号機が飛行した。
- 10月19日 - チェコの女性パイロット、ボジェナ・ラグレロヴァーがドイツの飛行免許を取得した。
- 10月24日 - オーヴィル・ライトが、キティーホーク近くの砂丘上空で、グライダーによる9分45秒の飛行を行う。
- 11月1日 - イタリア軍のジュリオ・ガボッティが伊土戦争で、エーリッヒ・タウベから手榴弾を投下し、歴史上最初の飛行機による爆撃を行った。
- 11月5日 - カルブレイス・ロジャースが、Vin Fiz号（ライト・フライヤー 'EX'）を操縦して、北米大陸横断飛行に初成功する。49日かかり、途上で数回の墜落に見舞われた。

## 1911年に初飛行した機体の画像

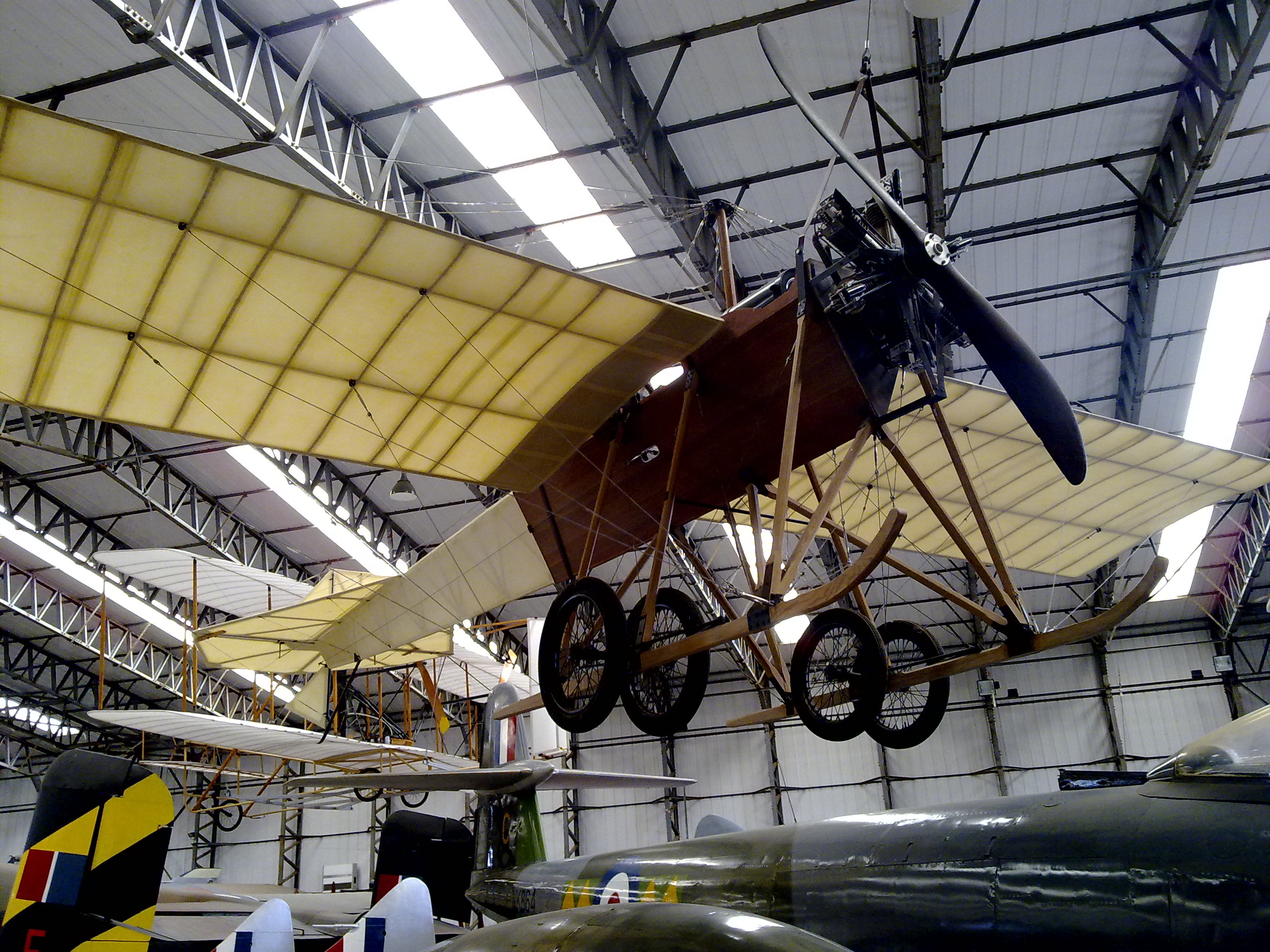
ブラックバーン マーキュリー 3月
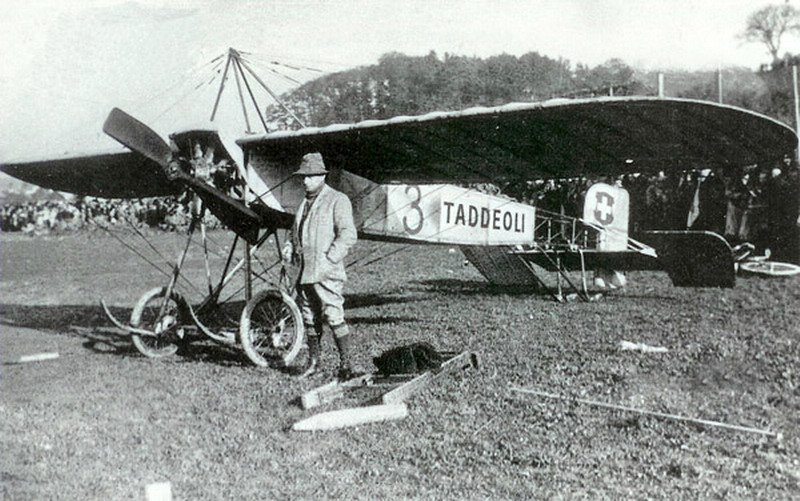
モラーヌ・ソルニエ A 日付不詳
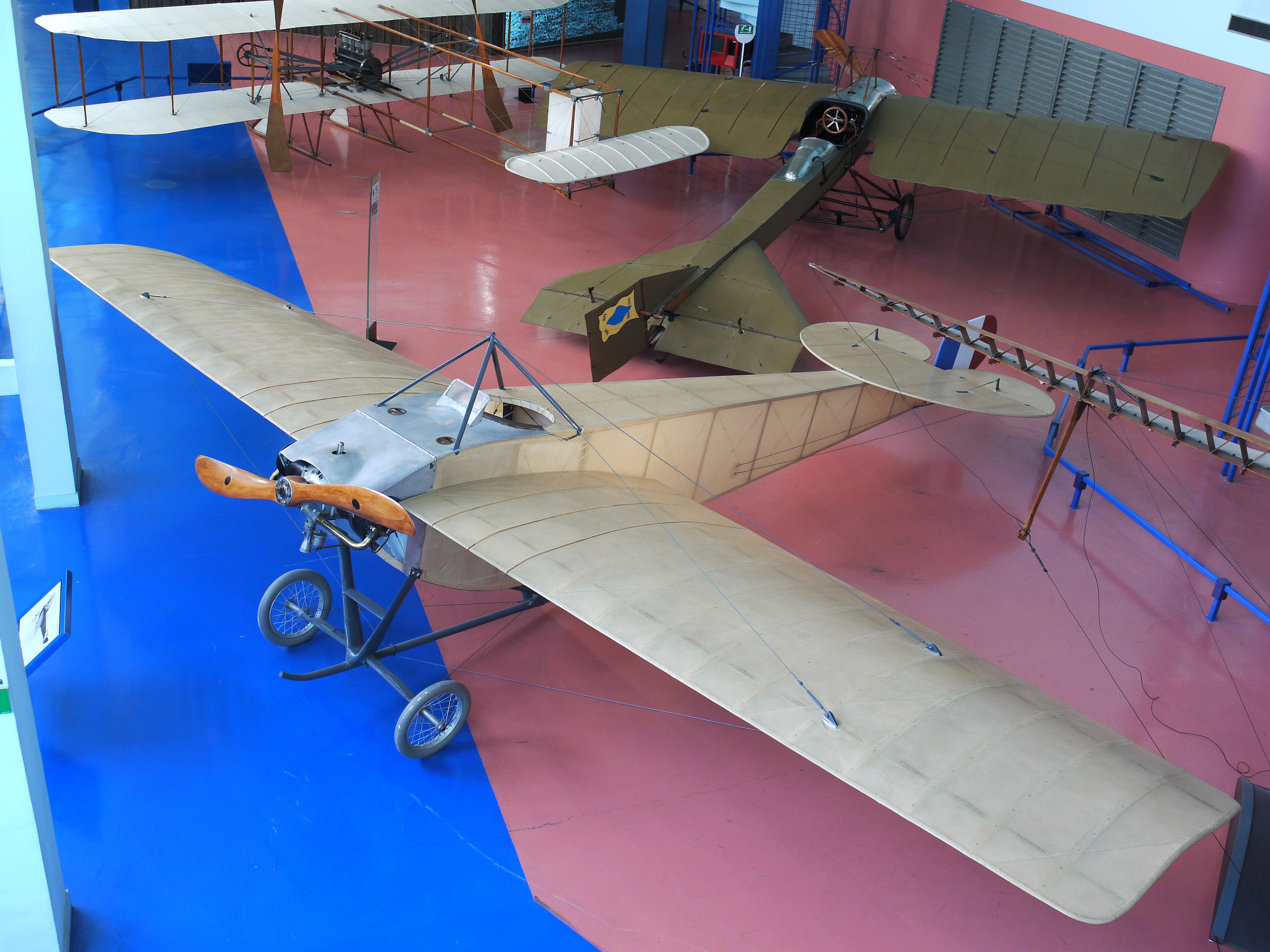
ニューポール II 日付不詳

## 航空に関する賞の受賞者
- フランス飛行クラブ大賞（Grande Médaille de l'Aéro-Club de France ）：ジュール・ヴェドリーヌ